# Pappocetus lugardi
Il pappoceto (Pappocetus lugardi) è un cetaceo estinto appartenente agli archeoceti. Visse nell'Eocene medio (Bartoniano, circa 38 - 40 milioni di anni fa) e i suoi resti fossili sono stati ritrovati in Africa (Nigeria).

## Descrizione
Questo animale è noto grazie a fossili frammentari ritrovati in Nigeria meridionale, che consistono in una mandibola incompleta con sinfisi, un premolare deciduo e alcuni molari non ancora emersi. L'esemplare, noto con il numero di catalogo BMNH M11414, è un ramo mandibolare sinistro rotto in tre pezzi, con gli alveoli per i canini e gli incisivi, e la parte anteriore del primo premolare, a radice singola. Pappocetus si differenziava da altri animali simili (i protocetidi) a causa di un'incisura a forma di scalino sul margine ventrale della mandibola sotto il secondo e il terzo molare; si differenziava inoltre da Indocetus e Rodhocetus per la presenza del primo premolare deciduo a radice singola, da Protocetus e Babiacetus per la presenza di piccole cuspidi accessorie, e da Babiacetus per la sinfisi mandibolare non fusa che terminava appena prima del terzo premolare. La morfologia dei molari è simile a quella di Georgiacetus, e la taglia stimata di Pappocetus doveva essere simile a quella di Eocetus.

## Classificazione
Pappocetus venne descritto per la prima volta nel 1920, sulla base di fossili frammentari rinvenuti nella formazione Ameki nella Nigeria meridionale. Questo animale venne attribuito ai protocetidi, un gruppo di cetacei arcaici tipici dell'Eocene medio. Pappocetus sembra essere strettamente imparentato con le forme più evolute della famiglia, raggruppate nella sottofamiglia Georgiacetinae. L'epiteto specifico, lugardi, è in onore di Sir Frederick Lugard, che recapitò una parte del fossile a Charles William Andrews, autore della descrizione.